# Uramya producta
Uramya producta är en tvåvingeart som beskrevs av Robineau-desvoidy 1830. Uramya producta ingår i släktet Uramya och familjen parasitflugor. Inga underarter finns listade i Catalogue of Life.